# Narciso di Gerusalemme
Narciso di Gerusalemme (99 – Aelia Capitolina, 216) fu vescovo di Gerusalemme.
Intorno alla fine del II secolo fu eletto vescovo di Aelia Capitolina (Gerusalemme) in età molto avanzata. Intorno al 195, insieme a Teofilo, vescovo di Cesarea, presiedette un concilio di tutti i vescovi della Palestina per stabilire che la Pasqua dovesse cadere di domenica, secondo l'usanza di Roma.
Possediamo ben poco sulla sua vita, tranne alcune narrazioni riguardanti i suoi miracoli e la notizia secondo la quale, accusato da un detrattore di un crimine non commesso, Narciso decise di ritirarsi nel deserto per darsi alla vita anacoretica. Ricomparso successivamente a Gerusalemme, fu invitato a riprendere possesso della sua funzione, ma, a causa della sua età molto avanzata, venne affiancato da un vescovo più giovane che ne faceva le veci. L'ultima notizia su di lui è in una lettera del suo coadiutore Alessandro di Gerusalemme: si dice che aveva compiuto 116 anni.
La Chiesa ortodossa lo festeggia il 7 agosto, quella cattolica il 29 ottobre.